# كولن ماكدونالد
كولن ماكدونالد هو مغني كندي، ولد في 31 مايو 1978 في Antigonish, Nova Scotia ‏ في كندا.

## وصلات خارجية
- كولن ماكدونالد على موقع ميوزك برينز (الإنجليزية)
- كولن ماكدونالد على موقع ديسكوغز (الإنجليزية)